# کماندار صلیبی

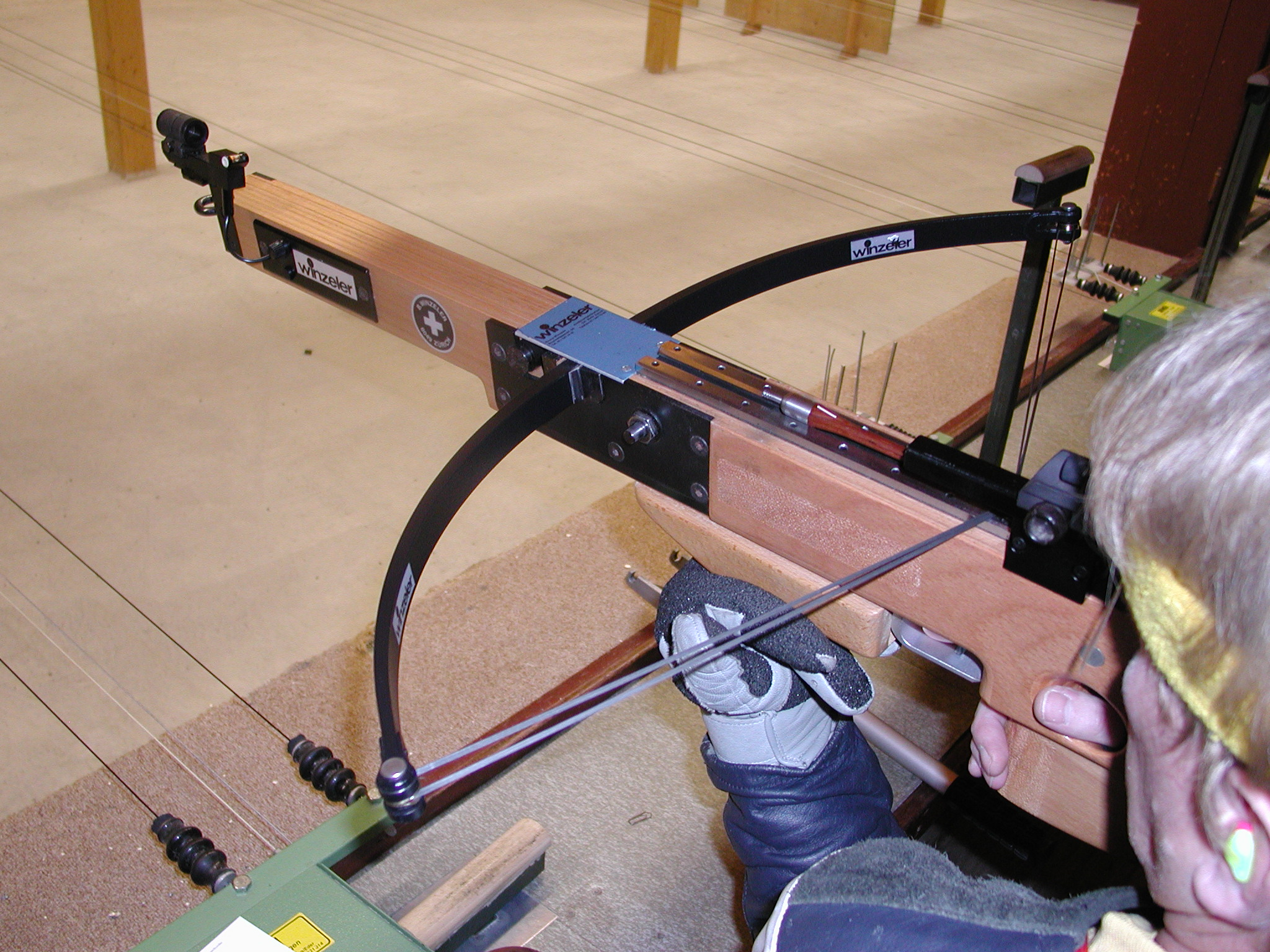
امروزه از کمان صلیبی صرفاً برای جنبه‌های ورزشی و تفریحی استفاده می‌گردد

کماندار صلیبی (انگلیسی: Arbalist) یا آربالیست و همچنین کماندار زنبورکی، گروهی از سربازان رسته کمانداران (به ویژه در ارتش‌های گذشته) بودند که از کمان زنبورکی استفاده می‌کردند. امروزه استفاده از اینگونه کمان‌ها جنبهٔ ورزشی و تفریحی دارد.